# العلاقات الأمريكية الكوبية
جمعت المصالح المشتركة الولايات المتحدة الأمريكية وكوبا قبل ظهور الحركات الاستقلالية في كليهما. فلطالما أقترحت الأولى شراء جزيرة كوبا في عديد من المرات، وسرعان ما اكتسبت الولايات المتحدة الأمريكية مكانة نافذة اقتصادياً وسياسياً في هذه الجزيرة ذلك أنه كان لها نصيب الأسد من الاستثمارات الخارجية في كوبا، كما أنها كانت تسيطر على مجموع الصادرات والواردات فيها وأيضاً كانت داعماً أساسياً لعلاقاتها السياسية.
تدهورت العلاقات بشكل جذري عقب الثورية الكوبية عام 1959، نوع من الحساسية والتوتر منئذ. لا تقيم الولايات المتحدة الأمريكية علاقات دبلوماسية مع كوبا، بل أنها فرضت حظراً اقتصادياً يحرم عليها التعامل مع المتاجرة والتعاون مع كوبا. وام محاولة اغتيال رئيس كوبا أيضا، هذا وتتولى دائرة المصالح الأمريكية في هافانا مسألة التمثيل الدبلوماسي، وتعادلها دائرة للمصالح الكوبية هناك في العاصمة واشنطن، وكلا الدائرتين يتبعان للسفارتين السويسرية في البلدين. إلى ذلك، ما زالت الولايات المتحدة الأمريكية تدير قاعدة بحرية في خليج غوانتانامو في محافظة غوانتانامو، والتي لا تزال محل خلاف بين البلدين منذ استقلال كوبا عام 1902.

## افتتاح السفارة الأمريكية عام 2015
تم رفع العلم الأمريكي فوق السفارة الأمريكية في كوبا بتاريخ 14 اغسطس 2015 والذي لم يتم رفعه منذ عام 1961، بحضور وزير الخارجية الأمريكي جون كيري حيث رفع أفراد من مشاة البحرية الأمريكية العلم فوق السفارة في كوبا للمرة الأولى منذ 54 عام في إشارة رمزية لبدء حقبة جديدة من العلاقات الدبلوماسية بين خصمي الحرب الباردة. وشارك ثلاثة جنود متقاعدين من البحرية كانوا هم من أنزلوا العلم من فوق السفارة في 1961 في المراسم وسلموا علما جديدا لأفراد فرقة المراسم الذين رفعوه امام مبنى السفارة المطل على الشاطئ في هافانا. 
وأقيمت المراسم بعد ثمانية أشهر من اتفاق هافانا وواشنطن على إعادة العلاقات وبعد 4 أسابيع من استئناف الولايات المتحدة وكوبا علاقاتهما الدبلوماسية ورفع مستوى التمثيل الدبلوماسي في السفارتين.

## انظر ايضاً
- السفارة الأمريكية في كوبا
- خط أحمر (مصطلح)